# Cargoitalia

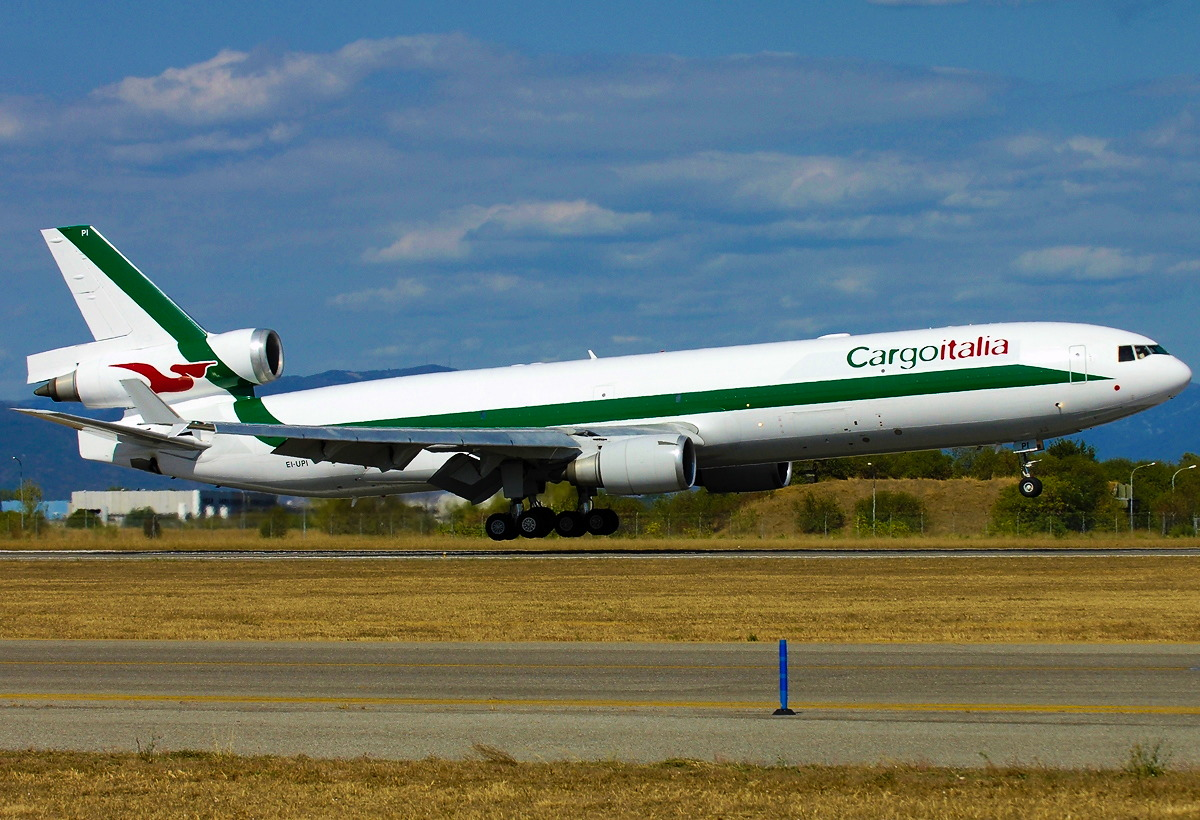
MD-11F в аэропорту Брешиа

CargoItalia — итальянская грузовая авиакомпания. Базировалась в миланском аэропорту Мальпенса. Прекратила деятельность в 2011 году.

## История
В 2005 году Massimo Panagia, бывший CEO авиакомпании Alitalia Cargo, основал авиакомпанию CargoItalia. Большая часть акций компании принадлежала холдингу Air Logistic Holding, входящему в Syntek Capital.
В апреле 2006 года Cargoitalia начала совершать полёты. Первые рейсы стартовали из Милана в индийские города Ченнаи и Дели, а затем и в США, в Нью-Йорк и Чикаго.
Изначально флот авиакомпании состоял из одного самолёта McDonnell Douglas DC-10. Вторым должен был стать McDonnell Douglas MD-11, который ожидался в мае, в июне 2006 года Cargoitalia запланировала арендовать у авиакомпании Gemini Air Cargo ещё один DC-10-30F. В результате к ноябрю флот должен был увеличится до четырёх самолётов, с учётом взятых в аренду.
В апреле 2008 года подписала интерлайн-соглашение с Etihad Crystal Cargo, подразделением Etihad Airways.
Из-за повышения цен на нефть в ходе экономического кризиса CargoItalia испытывала финансовые трудности. В мае 2008 года авиакомпанию покинули Stan Wraight и Massimo Panagia, который ушёл в Maersk Logistics.
В июне 2008 года авиакомпания Cargolux вела переговоры о покупке Cargoitalia. Но сделка не состоялась.
13 октября 2008 года CargoItalia приостановила свою деятельность. Это произошло после того, как в декабре 2008 года Alis Aerolinee Italiane купила Cargoitalia, а Giacomo Manzon стал новым управляющим авиакомпании..
Новая авиакомпания в мае 2009 года получила первый из трёх MD-11F, второй ожидался в июле, а третий в конце года, однако CargoItalia получила третий MD-11 BCF только в июне 2010 года от компании Boeing, которая создала грузовой самолёт на основе двух пассажирских.
Воссозданная CargoItalia возобновила полёты во второй половине 2009.
В октябре 2010 года авиакомпания начала полёты в Шанхай с технической посадкой в Красноярске.
В октябре 2011 года CargoItalia начала заниматься чартерными грузовыми перевозками.
В декабре 2011 года CargoItalia объявила о банкротстве.

## Флот

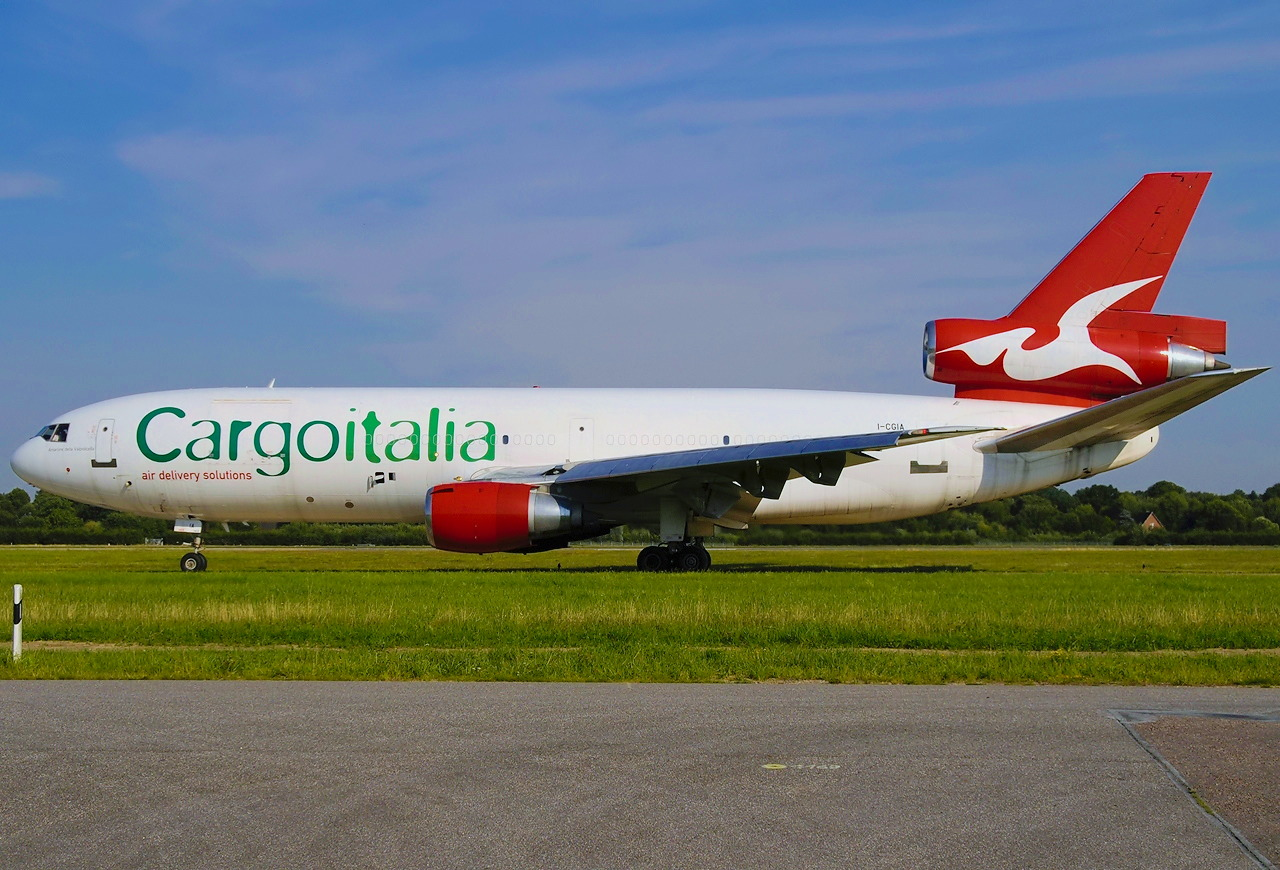
DC-10

Cargoitalia за время своей работы эксплуатировала грузовые версии самолётов McDonnell Douglas DC-10 и McDonnell Douglas MD-11.
В 2008 году авиакомпания брала два самолёта Boeing 747-200 у авиакомпании Tradewinds в  мокрый лизинг. В планах было найти аналогичные самолёты для покупки, но это не было реализовано.
На август 2010 года флот Cargoitalia состоял из трёх MD-11SF, один из которых в 2011 году был сдан в лизинг авиакомпании Africa West Cargo из Того.
CargoItalia имела заказы на восемь грузовых самолетов Airbus A330-200, которые должны были поступить в 2012 году.

## Основные направления

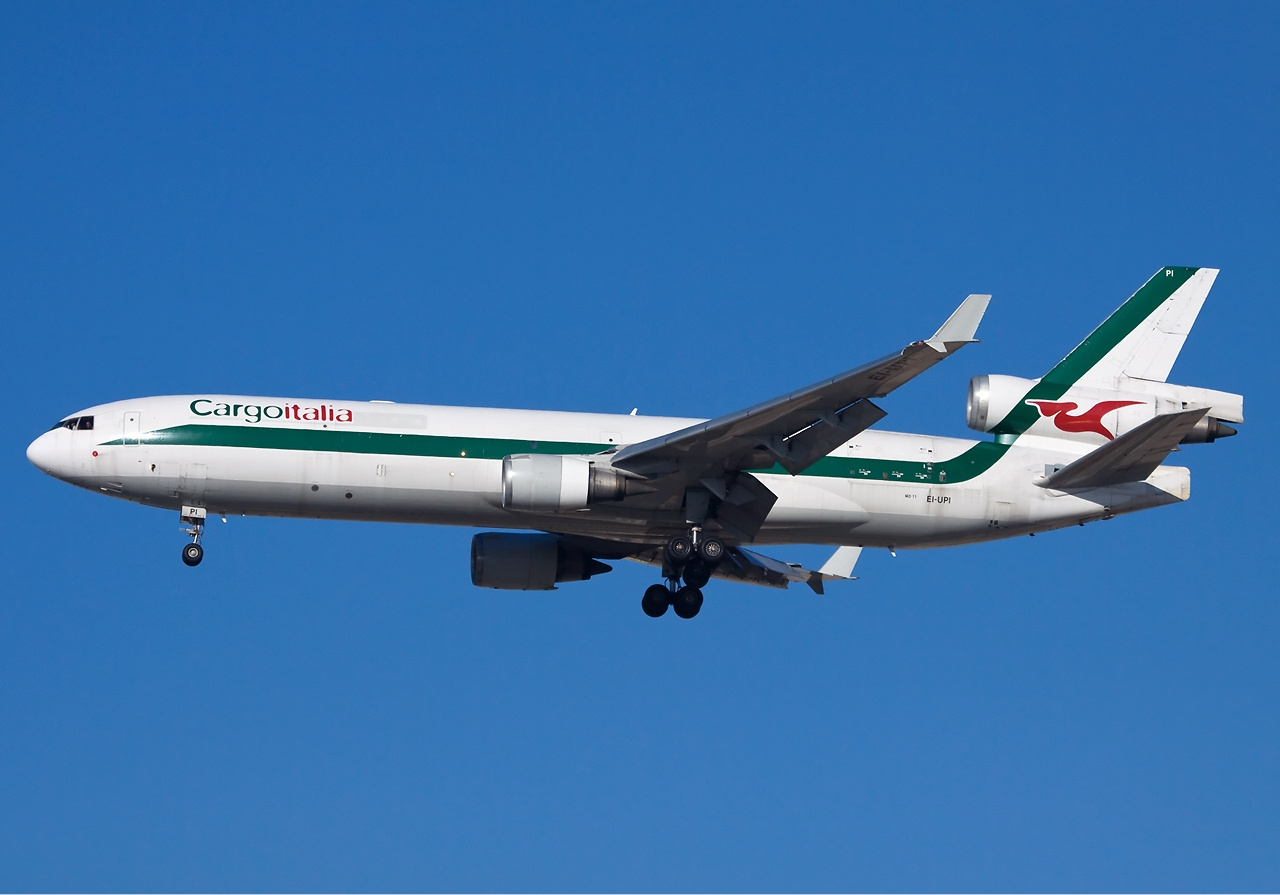
MD-11F

Большая часть трафика Cargoitalia приходилась на рейсы из Миланского аэропорта Мальпенса в Нью-Йорк, Чикаго, Гонконг и Дубай. Во второй половине 2010 года появились рейсы в Шанхай  (аэропорт), с посадкой в аэропорту Красноярска.
Попытка совершать полёты в аэропорт Атланты в 2011 году завершилась неудачей.
Помимо регулярных рейсов, CargoItalia выполняла чартерные рейсы из Европы в западную Африку.